# Te Puni Kōkiri
Pour les articles homonymes, voir Kokiri.
Te Puni Kōkiri, ou Ministry of Māori Development en anglais, est le nom maori du ministère du Développement maori de Nouvelle-Zélande. Fondé en 1992, il est localisé dans la capitale Wellington.
Il a pour but le bien-être et le développement des whanau, c'est-à-dire des familles élargies. En effet, la tradition maorie estime que lorsque les whanau vont bien, les iwi également et l'ensemble d'Aotearoa, soit la Nouvelle-Zélande, est prospère.

## Mission
La mission de Te Puni Kōkiri est d'apporter les meilleures conditions possibles aux whanau, c'est-à-dire l'unité familiale de base dans la culture maorie, correspondant à la famille élargie. Elle s'appuie sur l'histoire et la tradition pour favoriser l'émergence d'une Nouvelle-Zélande où tous puissent s'épanouir.
Son rôle est de conseiller le gouvernement de Nouvelle-Zélande en matière de bien-être et de développement des Māori.

## Histoire
Le traité de Waitangi établit les règles droits et devoirs respectifs des Maoris et des colons anglophones. George Clarke (en), en tant que Chief Protector, a pour mission de protéger les droits des Māori garantis par le traité, ce qui conduit à l'abolition du Protectorat en 1861. Il est remplacé par le Native Department, qui se soucie peu des droits des autochtones et favorisent systématiquement les colons au détriment des Maoris.
À partir de 1906, le Native Department est refondé et perdure jusqu'en 1989. À ses débuts, il ne compte que quarante-cinq employés. Mais l'extension de ses missions accroît peu à peu son importance. En effet, il se voit confier la consolidation des titres de propriété en 1927, le développement des terres Māori en 1929, la promotion de l'emploi en 1931, le Māori Trustee en 1932, le logement et la formation professionnelle en 1959, la relocalisation en 1960, l'administration des affaires des îles du Pacifique de la Nouvelle-Zélande et la responsabilité des insulaires du Pacifique vivant en Nouvelle-Zélande de 1968 à 1975, l'éducation des jeunes enfants (dite « Te Kōhanga Reo ») en 1981. En 1947, le Native Department est renommé « Département des affaires maories » et Tipi Tainui Ropiha en devient le premier responsable maori. À la fin des années 1980, le département compte environ un millier d'employés.
De 1989 à 1992, une période de transition s'ouvre, et le département est remplacé par le ministère des Affaires maories (Manatū Māori) et l'Agence de transition Iwi (Te Tira Ahu Iwi), eux-mêmes fusionnés dans le nouveau ministère Te Puni Kōkiri en 1992.